# Résolution 1134 du Conseil de sécurité des Nations unies
Membres permanents
- Chine
- États-Unis
- France
- Royaume-Uni
- Russie

Membres non permanents
- Chili
- Corée du Sud
- Costa Rica
- Égypte
- Guinée-Bissau
- Japon
- Kenya
- Pologne
- Portugal
- Suède

Résolution no 1133 Résolution no 1135
La résolution 1134 du Conseil de sécurité des Nations unies fut adoptée le 23 octobre 1997. Après avoir rappelé les résolutions 687 (de 1991), 707 (en) (de 1991), 715 (en) (de 1991), 1060 (en) (de 1996) et 1115 (en) (de 1997) sur la surveillance du programme d'armement de l'Irak, le Conseil a exigé que l'Irak coopère avec les équipes d'inspection des armements de la Commission spéciale des Nations unies (UNSCOM) et a fait part de son intention d'imposer des interdictions de voyage aux fonctionnaires irakiens en cas de non-respect.
Le Conseil a noté que, depuis l'adoption de la résolution 1115, il y avait eu des incidents où les équipes d'inspection de l'UNSCOM se sont vu refuser l'accès aux sites et aux personnes par le Gouvernement irakien (en). Il a déclaré que de tels incidents étaient inacceptables et a mis en garde contre d'autres mesures si cela se poursuivait. Néanmoins, la Commission a progressé dans l’achèvement du programme d’armes de destruction massive de l’Irak.
Agissant en vertu du chapitre VII de la Charte des Nations unies, le Conseil a condamné le refus des autorités irakiennes d'autoriser l'accès des inspecteurs des Nations unies aux sites et aux personnes qu'ils demandaient, ainsi que la mise en danger de la sécurité de l'UNSCOM et le retrait ou la destruction de documents d'intérêt. Il a conclu que l'obstruction constituait des violations des résolutions antérieures du Conseil de sécurité et a exigé que l'Irak coopère avec l'UNSCOM pour lui permettre d'accéder aux sites et aux personnes qu'elle demandait. En cas de non-respect, tous les pays devaient alors refuser l'accès aux responsables irakiens sur leur territoire. Le Conseil a de ce fait décidé de commencer la création d'une liste de fonctionnaires auxquels l'interdiction de voyager s'appliquerait si les mesures étaient mises en œuvre.
La résolution 1134 a été adoptée par 10 voix contre zéro contre et 5 abstentions de la Chine, de l'Égypte, de la France, du Kenya et de la Russie, qui étaient opposées à différents aspects de la résolution. La Chine et la Russie ont exprimé des réserves quant à l’opportunité d’imposer des sanctions; et l'Égypte, la France et le Kenya souhaitaient discuter plus avant des propositions et des amendements avant que la résolution ne soit mise au vote.